# 艾蕪墓
艾蕪墓位於四川省成都市新都區新都街道桂湖森林廣場飲馬河畔，占地面積16平方米，墓向西南，修建於1993年。方形墓坑內置放艾芫骨灰盒，墓穴上豎一整塊紅砂巨石，上端雕刻著艾蕪的半身塑像。塑像下的碑面上陰刻“艾蕪之墓”四字，為巴金所手書，墓碑背面的碑文記載著他的生平。墓前端有一塊正方形大理石，上部刻著艾蕪的一段座右銘：“人應像一條河一樣，流著，流著，不住地向前流著；像河一樣，歌著，唱著，歡樂著，勇敢地走在這條坎坷不平、充滿荊棘的路上”，下部嵌著一來銅質山茶花。座右銘、大理石、山茶花。2012年7月16日公佈為第八批四川省文物保護單位。

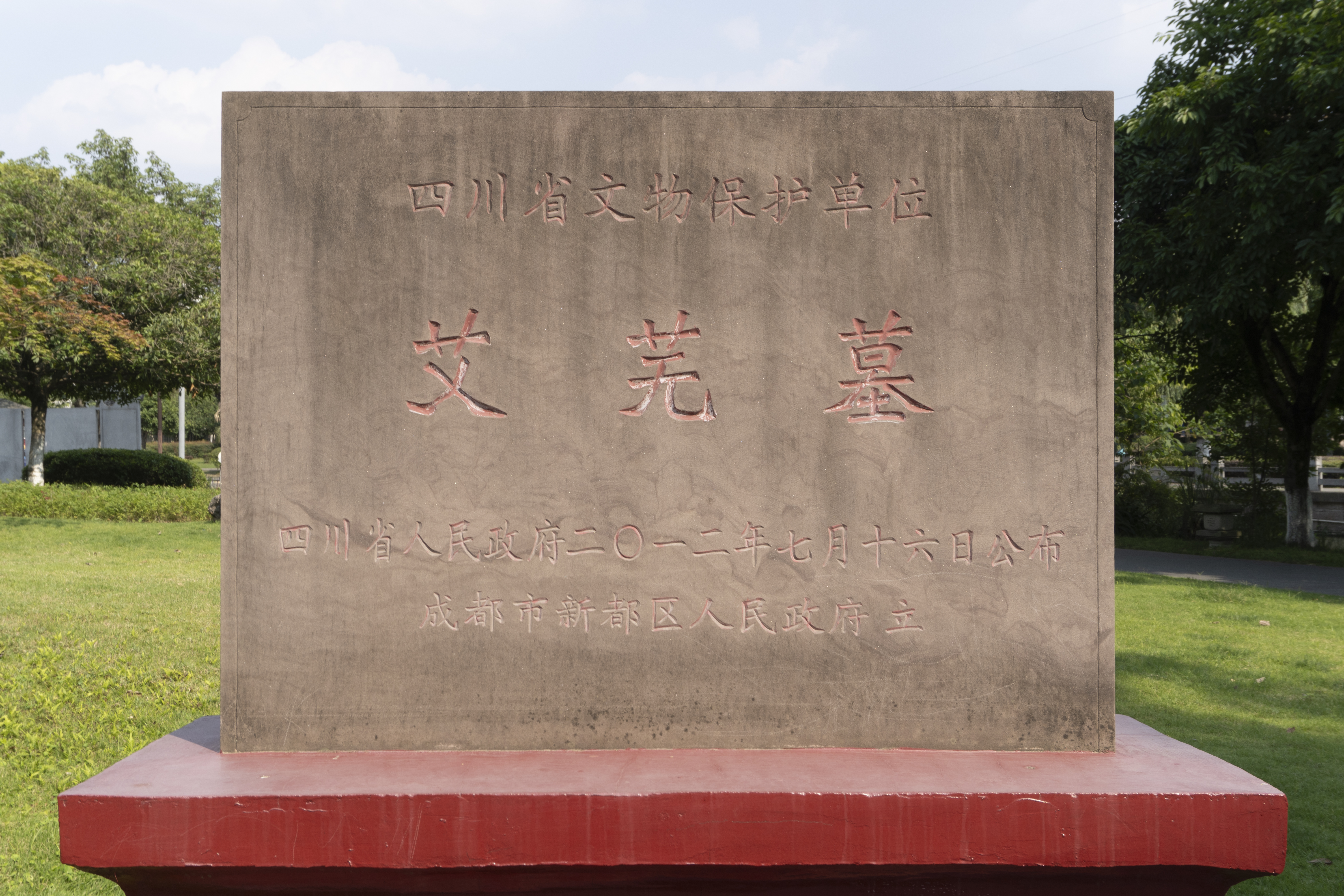
艾芜墓的文物保护单位标志